# Pseudischnocampa
Pseudischnocampa är ett släkte av fjärilar. Pseudischnocampa ingår i familjen björnspinnare.
Kladogram enligt Catalogue of Life:
| Pseudischnocampa | \| \| Pseudischnocampa albidor \| \| \| \| \| \| Pseudischnocampa diluta \| \| \| \| \| \| Pseudischnocampa ecuadorensis \| \| \| \| \| \| Pseudischnocampa fulvonebulosa \| \| \| \| \| \| Pseudischnocampa nigridorsata \| \| \| \| \| \| Pseudischnocampa nigrivena \| \| \| \| |
|                  | \| \| Pseudischnocampa albidor \| \| \| \| \| \| Pseudischnocampa diluta \| \| \| \| \| \| Pseudischnocampa ecuadorensis \| \| \| \| \| \| Pseudischnocampa fulvonebulosa \| \| \| \| \| \| Pseudischnocampa nigridorsata \| \| \| \| \| \| Pseudischnocampa nigrivena \| \| \| \| |
|                  | Pseudischnocampa albidor |
|                  | |
|                  | Pseudischnocampa diluta |
|                  | |
|                  | Pseudischnocampa ecuadorensis |
|                  | |
|                  | Pseudischnocampa fulvonebulosa |
|                  | |
|                  | Pseudischnocampa nigridorsata |
|                  | |
|                  | Pseudischnocampa nigrivena |
|                  | |